# 920 v.Chr.
Het jaar 920 v.Chr. is een jaartal volgens de christelijke jaartelling.

## Gebeurtenissen

### Europa
- Koning Rud Hud Hudibras (920 - 881 v.Chr.) volgt zijn vader Leil op als heerser van Brittannië.

### Babylonië
- Koning Shamash-mudammiq (920 - 900 v.Chr.) regeert over de vazalstaat Babylon.

### Griekenland
- In de vlakte van de rivier de Eurotas verenigen zich vier Dorische dorpen en stichten Sparta.